# گنتوم
گنتوم (نام علمی: Gnetum) نام یک سرده از division بازدانگان است.